# Pierrefitte (Creuse)
Pierrefitte ist eine Gemeinde in Frankreich. Sie gehört zur Region Nouvelle-Aquitaine, zum Département Creuse, zum Arrondissement Aubusson und zum Kanton Gouzon. Sie grenzt im Norden an Gouzon, im Osten an Saint-Loup, im Süden an Saint-Julien-le-Châtel und im Westen an Saint-Chabrais.

## Bevölkerungsentwicklung
| Jahr      | 1962 | 1968 | 1975 | 1982 | 1990 | 1999 | 2008 | 2013 |
| --------- | ---- | ---- | ---- | ---- | ---- | ---- | ---- | ---- |
| Einwohner | 163  | 147  | 119  | 86   | 85   | 95   | 79   | 70   |